# Олафсборг

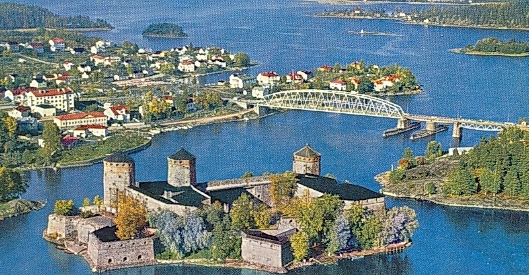
Нейшлот, 1961 год.

О́лавинли́нна (фин. Olavinlinna) или О́лафсбо́рг, Улофсборг (швед. Olofsborg), Нейшлот — первая шведская озёрная крепость, построенная с расчётом на противостояние огнестрельной артиллерии. 
Расположена в муниципалитете Савонлинна провинции Южное Саво, Финляндия на скалистом острове между озерами Хаапавеси и Пихлаявеси, соединёнными с заливом озера Сайма. Возле замка возникло поселение, в 1639 году ставшее городом Нюслотт (Нейшлот). Соответственно, и крепость до революции часто называлась Нейшлотской.

## История
Замок св. Олафа был заложен по приказу регента Эрика Аксельссона (Тотта) в 1475 году на случай войны с Великим княжеством Московским, только что присоединившим к себе Новгород. Тот стремился воспользоваться политическими передрягами на востоке для того, чтобы закрепиться на бывшей Новгородской территории к востоку от новой русско-шведской границы, установленной Ореховским миром.
Замок был воздвигнут на озере, посреди запутанной сети водоёмов и проток, которые затруднили бы осадные мероприятия. Первоначально крепость была названа шведами Нюслотт (швед. Nyslott, что значит «новый замок»). Судя по особенностям военной архитектуры, строители замка были приглашены в Финляндию из Ревеля, где в то время шло возведение новых городских укреплений. Строительные работы продолжались до конца XV века.
В XVI веке гарнизон замка составлял не менее 200 человек, что делало его наиболее грозным форпостом шведского владычества на востоке, наряду с Выборгским замком. Олафсборг с честью выдержал осады русских войск во время войн 1495-97 и 1554-57 гг. (В финских источниках нет информации об осадах Олафсборга в 1554-57 гг.)
После выхода Швеции из Кальмарской унии крепость осталась в руках шведов. Со временем вокруг замка выросло поселение, которое получило название Савонлинна. Торговля шла хорошо, и в 1639 году поселение получило статус города.
Во время Северной Войны крепость Олавинлинна стала одним из основных препятствий на пути русских войск в глубь Швеции. После шестинедельной (около месяца) осады, 28 июля 1714 года гарнизон Олавинлинны сдался русским войскам. В 1721 году по условиям Ништадтского мирного договора крепость была возвращена Швеции. Граница вновь прошла от Олавинлинны на том же расстоянии что и до Столбовского мирного договора в 1617 году.
Во время очередной русско-шведской войны русские войска 6 августа 1742 года вновь подошли к Олавинлинне. Гарнизон крепости состоял лишь из сотни человек и уже через два дня сложил оружие. В 1743 году был заключен Абоский мир, по которому крепость отошла к России вместе со всем регионом Савонлинна.
В 1788 году, в ходе русско-шведской войны 1788—1790 годов, крепость выдержала осаду шведских войск.
В июле 1788 года 36-тысячная шведская армия во главе с самим королём Густавом III перешла русскую границу в Финляндии. В первые дни войны шведы осадили крепость Нейшлот. Густав III прислал ультиматум коменданту крепости однорукому майору Кузьмину, в котором требовал немедленно открыть крепостные ворота и впустить шведов. Гарнизон Нейшлота составлял всего 230 человек, однако в течение всей войны шведы так и не сумели взять Нейшлот, гарнизон крепости выстоял, шведы лишь разграбили окрестности. По одной из версии событие о неудачной осаде крепости упоминается в опере «Горебогатырь Косометович» .
В 1803 году крепость посетил император Александр I. В 1890-х годах замок Олофсборг был реставрирован.

## Состав
Крепость состояла из:
- четырёх именных бастионов («Клок», «Васерпорт», «Лильпорт» и «Дик»), южные бастионы трёх ярусного огня (два яруса из казематов, третий с верхней платформы, имеющей каменный парапет);
- трёх именных башен («Киль», «Кирх» и «Клок»), башни трёх ярусного огня (два яруса из казематов, третий с верхней платформы, имеющей каменный парапет);
- ограда между башнями — высокие, до 8 саженей, толстые каменные стены с парапетом и валгангом за ним;
- прочие части ограды — земляные валы с каменными эскарпами у разреза воды и с каменными тыльными траверсами («парадо»);
- северо-восточный фронт крепости усилен изломанным внешним валом, который в документах 1900-х годов назывался анвелопою.

В 1792 — 1793 годах крепостной гарнизон составляла артиллерийская команда в 81 человек и одна рота от выборгских крепостных батальонов. Основное вооружение формирования — 48 пушек и 12 мортир и гаубиц. Крепость, как формирование, упразднена в 1835 году.

## Крепость сегодня

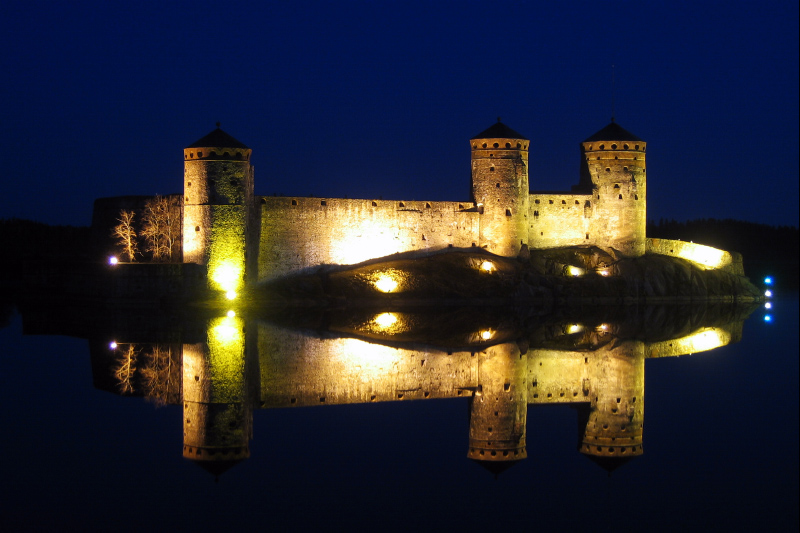
Ночная подсветка Олафсборга.

В настоящее время Олавинлинна как самый северный каменный замок средневековья — один из крупных туристических центров Финляндии. В стенах крепости действуют музеи, посвященные истории замка и православной иконописи. 
С 1912 года в крепости проходит Савонлиннский оперный фестиваль. Первые фестивали, организованные финской оперной певицей Айно Акте, носили название певческих праздников. С 1967 года оперные фестивали проводятся ежегодно.